# Salmensaari (ö i Södra Karelen, Villmanstrand)
Salmensaari är en ö i Finland. Den ligger i sjön Ottojärvi och i kommunen Villmanstrand i den ekonomiska regionen  Villmanstrands ekonomiska region  och landskapet Södra Karelen, i den södra delen av landet, 170 km öster om huvudstaden Helsingfors. Öns area är 0,2 hektar och dess största längd är 60 meter i nord-sydlig riktning.